# Leichtathletik-Weltmeisterschaften 2017/Teilnehmer (Ukraine)
| Gelbes Symbol für Goldmedaillen mit stilisierten Olympischen Ringen | Graues Symbol für Silbermedaillen mit stilisierten Olympischen Ringen | Braundes Symbol für Bronzemedaillen mit stilisierten Olympischen Ringen |
| ------------------------------------------------------------------- | --------------------------------------------------------------------- | ----------------------------------------------------------------------- |
| —                                                                   | 1                                                                     | —                                                                       |

Der Leichtathletikverband der Ukraine entsandte 48 Athleten für die Leichtathletik-Weltmeisterschaften 2017 in London. Bereits einen Tag vor Beginn der Weltmeisterschaften wurden die beiden Sprinterinnen Olessja Powch und Olha Semljak des Dopings überführt und ihnen ein Start untersagt.

## Ergebnisse

### Männer

#### Laufdisziplinen
| Athlet             | Disziplin   | Vorlauf | Vorlauf | Halbfinale         | Halbfinale         | Finale             | Finale             |
| Athlet             | Disziplin   | Zeit    | Platz   | Zeit               | Platz              | Zeit               | Platz              |
| ------------------ | ----------- | ------- | ------- | ------------------ | ------------------ | ------------------ | ------------------ |
| Serhij Smelyk      | 200 m       | 20,58 s | 23      | nicht qualifiziert | nicht qualifiziert | nicht qualifiziert | nicht qualifiziert |
| Ihor Olefirenko    | Marathon    |         |         |                    |                    | 2:15:34 h SB       | 18                 |
| Ihor Russ          | Marathon    |         |         |                    |                    | 2:17:01 h SB       | 27                 |
| Jurij Russjuk      | Marathon    |         |         |                    |                    | 2:18:54 h SB       | 36                 |
| Serhij Budsa       | 20 km Gehen |         |         |                    |                    | 1:29:25 h          | 55                 |
| Ruslan Dmytrenko   | 20 km Gehen |         |         |                    |                    | 1:22:26 h SB       | 27                 |
| Iwan Lossew        | 20 km Gehen |         |         |                    |                    | 1:23:03 h SB       | 32                 |
| Iwan Banseruk      | 50 km Gehen |         |         |                    |                    | 3:49:49 h          | 19                 |
| Ihor Hlawan        | 50 km Gehen |         |         |                    |                    | 3:41:42 h SB       | 4                  |
| Marjan Sakalnyzkyj | 50 km Gehen |         |         |                    |                    | 3:57:29 h          | 27                 |

#### Sprung/Wurf
| Athlet             | Disziplin      | Qualifikation | Qualifikation | Finale             | Finale             |
| Athlet             | Disziplin      | Weite/Höhe    | Platz         | Weite/Höhe         | Platz              |
| ------------------ | -------------- | ------------- | ------------- | ------------------ | ------------------ |
| Bohdan Bondarenko  | Hochsprung     | 2,31 m        | 2             | 2,25 m             | 9                  |
| Andrij Prozenko    | Hochsprung     | 2,29 m        | 13            | nicht qualifiziert | nicht qualifiziert |
| Wladyslaw Malychin | Stabhochsprung | 5,60 m        | 17            | nicht qualifiziert | nicht qualifiziert |
| Serhij Nykyforow   | Weitsprung     | 7,47 m        | 30            | nicht qualifiziert | nicht qualifiziert |
| Serhij Reheda      | Hammerwurf     | 71,53 m       | 25            | nicht qualifiziert | nicht qualifiziert |

#### Zehnkampf
| Athlet           | Disziplin | 100 m   | Weitsprung | Kugelstoßen | Hochsprung | 400 m      | 110 m Hürden | Diskuswurf | Stabhochsprung | Speerwurf | 1500 m      | Punkte | Platz |
| ---------------- | --------- | ------- | ---------- | ----------- | ---------- | ---------- | ------------ | ---------- | -------------- | --------- | ----------- | ------ | ----- |
| Oleksij Kasjanow | Ergebnis  | 10,77 s | 7,28 m     | 14,99 m SB  | 2,02 m SB  | 48,64 s SB | 14,05 s      | 48,79 m SB | 4,70 m SB      | 50,82 m   | 4:33,86 min | 8234   | 6     |
| Oleksij Kasjanow | Punkte    | 912     | 881        | 789         | 822        | 878        | 968          | 845        | 819            | 601       | 719         | 8234   | 6     |

### Frauen

#### Laufdisziplinen
| Athletin                                                             | Disziplin        | Vorlauf        | Vorlauf        | Halbfinale         | Halbfinale         | Finale             | Finale             |
| Athletin                                                             | Disziplin        | Zeit           | Platz          | Zeit               | Platz              | Zeit               | Platz              |
| -------------------------------------------------------------------- | ---------------- | -------------- | -------------- | ------------------ | ------------------ | ------------------ | ------------------ |
| Olessja Powch                                                        | 100 m            | DNS (gesperrt) | DNS (gesperrt) | DNS (gesperrt)     | DNS (gesperrt)     | DNS (gesperrt)     | DNS (gesperrt)     |
| Jana Katschur                                                        | 200 m            | 23,47 s        | 24             | nicht qualifiziert | nicht qualifiziert | nicht qualifiziert | nicht qualifiziert |
| Anastassija Bryshina                                                 | 400 m            | 52,26 s        | 27             | nicht qualifiziert | nicht qualifiziert | nicht qualifiziert | nicht qualifiziert |
| Olha Semljak                                                         | 400 m            | DNS (gesperrt) | DNS (gesperrt) | DNS (gesperrt)     | DNS (gesperrt)     | DNS (gesperrt)     | DNS (gesperrt)     |
| Olha Ljachowa                                                        | 800 m            | 2:02,07 min    | 26             | nicht qualifiziert | nicht qualifiziert | nicht qualifiziert | nicht qualifiziert |
| Julija Schmatenko                                                    | 5000 m           | 16:40,36 min   | 32             |                    |                    | nicht qualifiziert | nicht qualifiziert |
| Wiktorija Chapilina                                                  | Marathon         |                |                |                    |                    | DNF                | DNF                |
| Darja Mychajlowa                                                     | Marathon         |                |                |                    |                    | 2:41:29 h          | 44                 |
| Tetjana Wernyhor                                                     | Marathon         |                |                |                    |                    | 2:43:12 h          | 48                 |
| Hanna Plotizyna                                                      | 100 m Hürden     | 13,01 s        | 18             | 13,08 s            | 16                 | nicht qualifiziert | nicht qualifiziert |
| Olena Kolesnytschenko                                                | 400 m Hürden     | 56,88 s        | 28             | nicht qualifiziert | nicht qualifiziert | nicht qualifiziert | nicht qualifiziert |
| Wiktorija Tkatschuk                                                  | 400 m Hürden     | 57,05 s        | 31             | nicht qualifiziert | nicht qualifiziert | nicht qualifiziert | nicht qualifiziert |
| Marija Schatalowa                                                    | 3000 m Hindernis | 9:54,21 min    | 29             |                    |                    | nicht qualifiziert | nicht qualifiziert |
| Nadija Borowska                                                      | 20 km Gehen      |                |                |                    |                    | DSQ                | DSQ                |
| Inna Kaschyna                                                        | 20 km Gehen      |                |                |                    |                    | 1:31:24 h          | 20                 |
| Walentyna Myrontschuk                                                | 20 km Gehen      |                |                |                    |                    | 1:33:59 h PB       | 32                 |
| Alina Kalistratowa Jelysaweta Bryshina Jana Katschur Hanna Plotizyna | 4 × 100 m        | 43,77 s        | 11             |                    |                    | nicht qualifiziert | nicht qualifiziert |
| Kateryna Klymjuk Olha Bibik Tetjana Melnyk Anastassija Bryshina      | 4 × 400 m        | 3:31,84 min    | 12             |                    |                    | nicht qualifiziert | nicht qualifiziert |

#### Sprung/Wurf
| Athletin              | Disziplin      | Qualifikation | Qualifikation | Finale             | Finale             |
| Athletin              | Disziplin      | Weite/Höhe    | Platz         | Weite/Höhe         | Platz              |
| --------------------- | -------------- | ------------- | ------------- | ------------------ | ------------------ |
| Iryna Heraschtschenko | Hochsprung     | 1,89 m        | 13            | nicht qualifiziert | nicht qualifiziert |
| Julija Lewtschenko    | Hochsprung     | 1,92 m        | 1             | 2,01 m PB          | Silber             |
| Oksana Okunjewa       | Hochsprung     | 1,89 m        | 20            | nicht qualifiziert | nicht qualifiziert |
| Maryna Kylypko        | Stabhochsprung | 4,20 m        | 24            | nicht qualifiziert | nicht qualifiziert |
| Maryna Bech           | Weitsprung     | 6,36 m        | 18            | nicht qualifiziert | nicht qualifiziert |
| Natalija Semenowa     | Diskuswurf     | 55,83 m       | 25            | nicht qualifiziert | nicht qualifiziert |
| Iryna Klymez          | Hammerwurf     | 64,20 m       | 29            | nicht qualifiziert | nicht qualifiziert |
| Iryna Nowoschylowa    | Hammerwurf     | 66,02 m       | 23            | nicht qualifiziert | nicht qualifiziert |
| Aljona Schamotina     | Hammerwurf     | 64,88 m       | 25            | nicht qualifiziert | nicht qualifiziert |
| Hanna Hazko-Fedussowa | Speerwurf      | 51,90 m       | 30            | nicht qualifiziert | nicht qualifiziert |

#### Siebenkampf
| Athletin     | Disziplin | 100 m Hürden | Hochsprung | Kugelstoßen | 200 m   | Weitsprung | Speerwurf | 800 m       | Punkte | Platz |
| ------------ | --------- | ------------ | ---------- | ----------- | ------- | ---------- | --------- | ----------- | ------ | ----- |
| Alina Schuch | Ergebnis  | 14,32 s PB   | 1,83 m     | 13,75 m     | 26,59 s | 5,85 m     | 52,93 m   | 2:15,84 min | 6075   | 14    |
| Alina Schuch | Punkte    | 934          | 1016       | 777         | 746     | 804        | 917       | 881         | 6075   | 14    |